# 政治議程
在政治中，政治議程（英語：political agenda）是政府官員以及政府以外的個人在任何給定時間都認真關注的主題或問題/議題的列表。
政治議程通常由政治和政策精英塑造，但也可能受到活動團體、私營部門之說客、智庫、法院、突發重大事件和國家集權程度的影響。 媒體報導也與政黨崛起的成功以及他們將自己的想法提上議程的能力有關（參見議程設置）。 儘管媒體確實經常對政治議程產生影響，但這些結果並不總是立竿見影的，這可能會導致政治議程滯後。

## 誰有能力影響政治議程
政治議程可能受到獨立或同時行動的多個機構和非機構行為者的影響，包括擁有權力的（現任）官員、利益集團、社會運動和其他實體。
儘管這些行為者，尤其是媒體，經常對政治議程產生影響，但這些結果並不總是立竿見影的。政治議程的時間滯後可能持續數周至數月。 這種時間滯後可能取決於幾個因素，包括用於傳達議題的方法、議題在當前對話或新聞周期中的相關性，以及公眾對議題的認識或理解。根據 Schweickart 等人的研究，網誌、社群網站（如推特）、演講和新聞發布是影響政治議程設置最有效的方法。Schweickart 等人的研究還發現，選舉週期的時間設定具有影響力。Schweickart 等研究者發現在美國總統任期中段前後，美國國會更有可能使用不同的媒體平台影響總統之議程。

### 政治和政策精英
政治議程基本上被定義為政府官員認為重要的討論內容。 那些最接近政策過程的人對哪些問題進入政治議程具有最大的控制權。 他們最有權力決定哪些想法或問題最重要，哪些想法或問題不重要。政治精英也有相當大的能力來決定政治議程上的問題是如何辯論的，包括順序、框架和實質內容。 例如美國總統，有權訂立條約，任命大使，任命最高法院大法官，並塑造圍繞這些行動的公共和機構辯論。這些類型的權力最終決定了哪些問題進入政治議程以及之後如何討論這些問題。

### 維權人士和利益集團
利益團體是由具有相似目標的人組成的組織，他們通常通過政策和政府行動努力實現這些目標。不同類型的利益集團，包括商業、工業、勞工和公共利益團體，利用議程影響多個政府層面的政策進程。一些非政府倡議團體，例如社區組織，提倡城市美化或社區改善。 許多其他重要的倡議團體，例如有些以人權和社會正義為導向的團體，為廣泛的理想而推行運動。這些團體致力於對制定議程的政府領導者施加持續壓力。如果通過倡議團體向政治領導人持續施加壓力，可能可以改變最終進入政治議程的議題和思想。例如，美國律師協會和美國醫學會經常試圖透過政治人物影響有關其專業工作之領域。

### 智庫
智庫需要資金支持。大多數時候，希望將某種想法或事業提上政治議程的富有和成熟的投資者建立智庫。這些問題或原因可能包括：經濟、稅收、外交政策、全球發展、教育、兒童和家庭或醫療保健。 將某種政治觀點納入政治議程的智庫例子有傾向保守主義的美國傳統基金會和美國企業研究院。另一方面，美國進步中心相對傾向自由主義。

### 法院
當法院做出改變先前思路的決定時，該想法會立即提上政治議程，因為法律和公共行政必須相應改變。 澳洲高等法院於 1992 年作出的 Mabo 判決（英語：Mabo v Queensland (No 2)）推翻了之前關於建立原住民土地所有權的法律就是一個例子。

### 媒體
媒體與哪些問題在政治議程上變得重要有關。它會影響哪些想法會傳播開來，從而影響對政客的要求。
根據 Iyengar 和 McGrady 的一項研究，如果媒體在較長時間內對某個特定問題引起足夠的關注，公眾對某個問題的看法可能會因此發生改變或轉變。根據新聞媒體選擇報導的主題，媒體是政治議程設置的最大影響力之一。
Hajo Boomgaarden 和 Rens Vliegenthart 闡述了媒體與政治議程的關係。他們研究了荷蘭媒體對反移民的報導對 1990 年至 2002 年期間的研究發現，它直接關係到反移民民粹主義政黨如 Centrumdemocraten (CD)、Centrum Partij (CP) 和 Lijst Pim Fortuyn (LPF) 在同一時期的成功。他們的分析使用新聞媒體的重要性作為反移民為何在政治議程上盛行的解釋因素，同時控制了當時的其他現實世界因素和發展，例如經濟、移民或對領導層（如時任總統Pim Fortuyn）的影響。這是通過對五家最受歡迎的荷蘭全國性報紙進行內容分析來完成的。實證結果表明，1994 年反移民的支持率在 4% 左右，2001 年上升到 16%，與此同時，媒體對反移民的報導也達到頂峰。這顯示媒體內容至少要對荷蘭反移民政黨的興起和政治議程的改變負部分責任。
Julie Sevenans、Stefaan Walgrave 和 Gwendolyn Joanna Epping 進行的一項類似研究將政治家的行為與全球範圍內的媒體進行了比較。該研究在一周內在比利時法蘭德斯地區完成。每日對 8 個新聞媒體進行研究和完全編碼，共計 2448 個案例。該研究通過對國會議員進行面對面調查，了解政治家對這些特定新聞故事的認知關注，看他們是否回憶、談論或考慮過這些新聞媒體報導的內容。結果表明，新聞報導的突出性和有用性會影響國會議員是否注意到、談論或考慮新聞報導。這項工作表明，政治議程設置的影響很可能始於國會議員在認知和個人層面上的選擇性採納。政客們都通過更多地關注最突出的故事來消費新聞，而普通公民則更多地關注新聞。然而，他們也有選擇性，因為他們最關注具有政治性質或符合他們興趣的新聞。更具體地說，政客們更關注：更突出的新聞，關於他們的議會負責的地區，他們個人擅長的問題，關於他們政黨的突出問題的新聞，以及關於政治的新聞。所有這些說法都得到了統計分析的證實。關於政治議程，國會議員如此關心媒體報導這一事實的含義是雙重的：一些國會議員可能認為媒體報導反映了公眾輿論，而另一些國會議員可能認為媒體影響了公眾認為重要的事情。在任何一種情況下，政治家都在解釋公眾關心重大新聞報導，並在制定政治議程時考慮到這一點。
George Edwards 和 Dan Wood 對美國總統、大眾媒體和國會對五個政治問題的關注進行了時間序列分析：犯罪、教育、醫療保健、美蘇關係和阿以衝突。最後的結論是，大多數時候總統會根據媒體對某個問題的關注度的波動做出反應。它也顯示了媒體和政治議程之間的關係。

### 突發重大事件
當影響力重大的事件突然發生，它會迫使政治議程立即改變。例如，2005年颶風卡崔娜重創新奧爾良時，美國政府向受災地區提供緊急救災援助，多個組織設立了捐贈基金。九一一襲擊事件發生後，國家安全和反恐工作成為美國政府的首要任務。這類事件可以改變某些議題在公眾想法中的優先排序。當重大負面事件發生時，它們通常也會伴隨政策響應，因此到達政治議程的問題和想法有時會僅僅因為突發重大事件而改變。

## 關於誰設定政治議程的不同理論
關於如何制定政治議程以及哪些群體在相關決策中擁有最大發言權，存在三種主要理論：多元主義理論、精英主義理論和體制理論。

### 多元主義理論
多元主義理論認為，政策制定分為幾個類別或“領域”。在一個特定領域沒有任何權力的團體，通常在另一個領域擁有權力。多元主義理論以民主制度為基礎。在民主國家，公民投票選出代表他們做出政策決定的代表。還有特別投票，公民可以通過全民投票直接對問題發表意見。 存在不同競爭政策和利益的市場，任何團體都可能勝出。選舉通常決定誰取得公共政策之（法定）決策權力。

### 精英主義理論
在精英主義理論中，主要掌權精英主導著整個議程設置過程，以服務於他們自身之利益。這些利益集團在所有領域都掌握著權力，他們總是贏得每一次選舉。很少有人真正組織成獨立的利益集團。為了保留權力和控制權，主要精英致力於將關鍵問題排除在議程之外。這種對問題的壓制對民主造成威脅。

### 體制理論
該論述表示，立法者和官僚機構是議程的主要控制者。由於社會利益和議題對立法者和官僚機構的考慮有很大影響，個人不會從議程決定中受益。這種類型的體制導致更加傾向保守主義的政策決定。

## 政治議程和國家集權
政治議程與國家集權息息相關，因為國家越集權，政治精英對政治議程的控制就越多。 然而，如果一個國家過於集權，公眾可能會覺得他們也需要倡導改變政治議程。政治議程可以進一步細分為兩個概念：政治議程效應和升級效應。

### 政治議程效應
“政治議程效應”斷言，國家集權改變了政治行動和社會衝突的動力。涉及精英在全國範圍內進行協調的國家集權制也促使公民在全國範圍內組織起來，而不是在地方或“本位主義”層面組織起來。當這種情況發生時，來自不同地區、部門、利益、背景或種族的公民都會聯合起來組織和討論某些政策，他們的議程將會改變方向，將他們的要求從當權者轉移到更多關注公共財之上。在這種情況下，一個具有更高集權水平的國家可能會煽動公民自己嘗試改變議程。因此，政治精英可能反而更喜歡一個非中央集權的國家，在那裡他們仍然可以對政治議程保持更多的控制。精英們可能會戰略性地選擇一個非中央集權的國家，以誘使公民不在全國範圍內組織起來，從而避免政治議程效應。

### 升級效應
“升級效應”認為，如果公民聚集在一起，它將迫使精英們形成國家資源來進行對抗，並按照他們希望的方式維持政治議程。如果公民在一個國家組織中聯合起來，這將誘使政治精英也組成一個國家組織，並集中他們的資源來與公民作鬥爭。與精英組織相比，由公民創建的國家組織成功的可能性可能較低，但無論哪種情況，它們仍將間接使較弱的公民群體受益，否則他們將保持無組織狀態。在這種情況下，可以將衝突升級視為隨之而來。

## 議程實際影響證明
研究人員被要求證明其研究對現實世界有影響。具體來說，它描述了國家如何對研究人員提出越來越多的要求，將他們的研究與現實世界的問題聯繫起來，以驗證他們的研究並獲得政府資助。 英國生物和科學研究委員會（英語：Biological and Sciences Research Council）在 2012 年宣布，它希望其研究所詳細說明影響，這一事實表明了影響議程的相關性。這一想法受到科學界的嚴厲批評，因為它允許非科學家選擇贏家和輸家，並限制研究人員只能產生與政府政治議程一致的影響。

## 政治議程構建模型
Roger Cobb、Jennie Keith Ross 和 Marc Howard Ross 發展了“議程構建模型”理論來指定三種不同的模式：外部主動性模式、動員模式和內部主動性模式。這些模式旨在展示政治議程變化的不同方式。該研究成功地將一個想法從“公共議程”（定期討論）轉化為“正式議程”（政府認真考慮在該特定領域做出改變）。這項研究的成功意味著一個問題被列入正式議程並得到決策者的關注。結果表明，與植根於面對面互動的小國相比，在現代國家實現議程地位更加困難。 更具體地說：
1. 社會越同質，實現議程地位的能力就越高
2. 更高的國內遷移率和人口增長意味著實現議程地位將更加困難
3. 可以放置特定問題的潛在議程越多，達成政治議程的成功率就越高
4. 特定社會中圍繞物質資源再分配的問題越少，實現政治議程的機會就越大該研究還發現，政治議程的某些組成部分適用於不同國家和不同模式[23]：

1. 未進入正式議程的問題比例越大，更廣泛社區內的不滿和政治不穩定程度就越高
2. 隨著問題被提出和達到正式議程狀態之間的時間間隔增加，公眾的不穩定性也會增加

### 外部倡議模式
外部倡議模式討論非政府組織中出現問題然後擴大到正式議程的過程。事件的順序始於不滿，非政府組織支持的利益擴大，然後對決策者施加壓力。它是關於問題在非政府組織中出現，然後充分擴展以達到的過程，首先是公共議程，然後是正式議程。外部主動模式在平等主義社會中最為普遍。

### 動員模式
動員模式側重於在政府內部發起並隨後進入公共議程和正式議程狀態的政治議程問題。它的重點是內部機制以及政治家如何努力將想法正式列入議程。然而，在這種模式下，實施的成功也需要公眾的支持。動員模式最常與等級制社會聯繫在一起，或者那些強調領導者和其追隨者之間存在巨大差距的社會。

### 內部倡議模式
內部倡議模式描述了問題何時在政府內部發起，但支持者沒有努力將其擴展到公眾。這是一種反對公眾參與的模式。相反，這些問題的支持者完全依靠自己施加適當壓力的能力來確保正式議程地位。內部倡議模式最常見於財富和地位高度集中的社會。

## 也可以看看
- 制定政治議程 
  - 議題建構
  - 議題設定
- 政治議程制定中的實體和因素
  - 煽動者（英語：Demagogue）
  - 政治倫理學（英語：Political ethics）
- 制定政治議程的工具
  - 遊擊行銷（英語：Guerrilla marketing）
  - Heresthetic
  - 灌輸
  - 意見領袖行銷（英語：Influencer marketing）
  - 媒體操縱
  - 政治宣傳
  - 社會影響（英語：Social influence）
- 其他相關概念
  - 媒體透明（英語：Media transparency）